# Paucidentomys vermidax
Paucidentomys vermidax é uma espécie de mamífero da família Muridae. É a única espécie descrita para o gênero Paucidentomys. Endêmica da Indonésia, pode ser encontrada apenas na ilha de Sulawesi.